# Guerra de la Navarrería
La guerra de la Navarrería, o guerra de Navarra según la historiografía francesa, fue un conflicto que se produjo en el Reino de Navarra en 1276, un trágico desenlace resultado de un largo proceso de desencuentros, disputas y luchas durante más de un siglo entre los distintos núcleos poblacionales, independientes, que formaban la Pamplona medieval. La ciudad de la Navarrería, asentada sobre la civitas romana de Pompelo, frente a la sólida alianza de la Corona francesa gobernante con los francos del burgo de San Cernin, buscó en los reinos peninsulares de Castilla, especialmente, y Aragón el apoyo necesario para afrontar las imposiciones reales y de los francos vecinos de la capital navarra. La virulencia del enfrentamiento acarreó la total destrucción de la Navarrería que durante casi 50 años permaneció desolada.  
Gran parte del relato de los hechos ocurridos se debe al poeta provenzal de Toulouse Guilhem de Anelier, que fue cronista en su poema La Guerra de Navarra escrito en idioma provenzal, no exento de parcialidad. Una copia del relato fue localizado entre los bienes desamortizados del monasterio de Fitero, siendo editados y publicados por Pablo Ilarregui, en español, y Francisque Michel, en francés, durante la segunda mitad del siglo XIX.

## Contexto histórico
Durante la dinastía Capeta, con un régimen tutelado desde la corona de Francia, que obviaba los usos y costumbres del reino, con un gobernador distante de la nobleza navarra. Se centró con gran virulencia en las tensiones existentes en los burgos de Pamplona, llevando a una gran matanza y a la destrucción total de la Navarrería por tropas francesas. En este conflicto también intervino la corona de Castilla con tropas que tomaron Mendavia y otras poblaciones y que daban apoyo a la Navarrería, y la de Aragón, a quien se consideró alternativa por las Cortes de Navarra a la monarquía Capeta.

## Los burgos de Pamplona

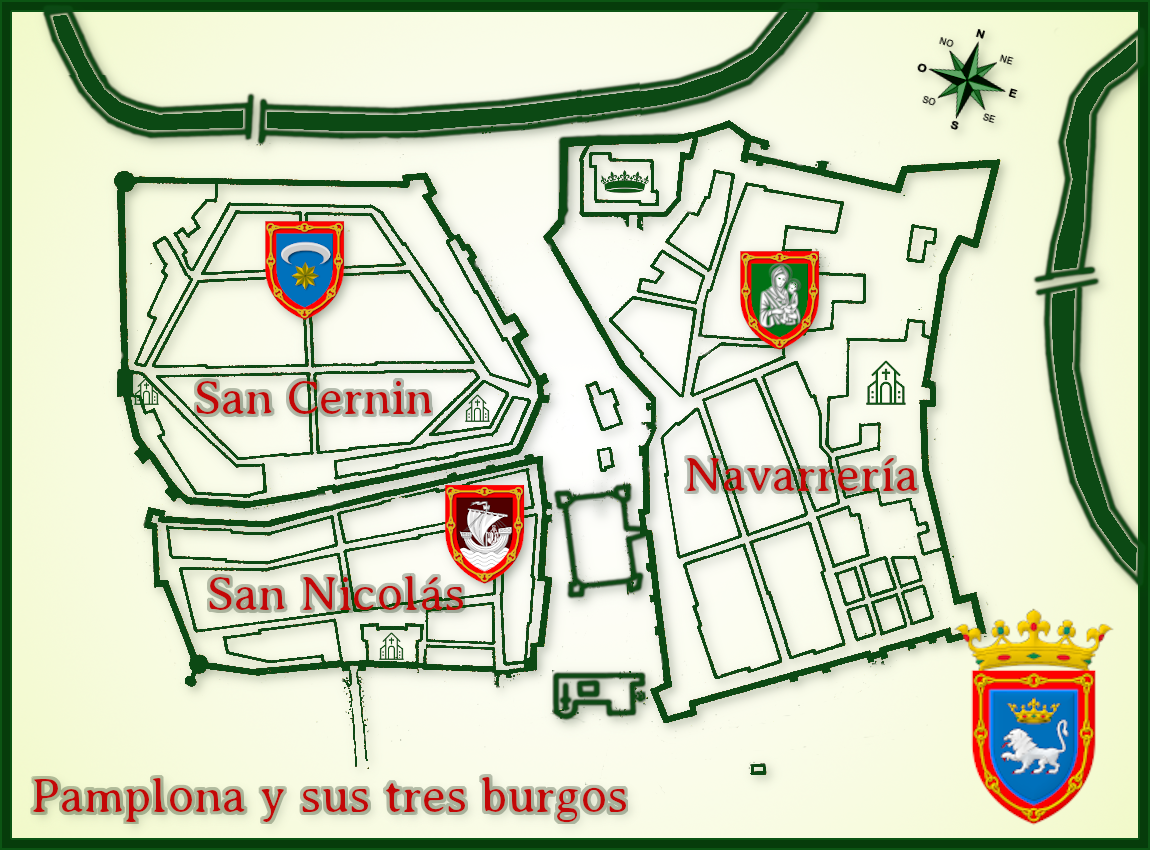
Plano recreado de la Pamplona medieval y su división en tres núcleos de población.

Antes de finalizar el siglo XI, la capital del reino era una población relativamente pequeña habitada por un gran núcleo de labradores autóctonos que ocupaban lo que era conocida con el nombre de Navarrería. Se encontraba emplazada en una colina y coronada por la catedral de Santa María, ubicada donde estuvo el capitolio romano. El obispo y su cabildo de canónigos regulares de San Agustín no sólo ejercían la jurisdicción espiritual, sino que también ostentaban el señorío civil de sus habitantes, sus casas y sus tierras, así como la jurisdicción de justicia, derechos pecuniarios y la supervisión de mercados. El rey Sancho Ramírez concedió a varias poblaciones fueros repobladores, como el exitoso Fuero concedido a la ciudad de Jaca. Pedro de Roda, el obispo que había llegado en 1083 a la capital, estaba de acuerdo en la política repobladora del monarca en la ciudad. De esta forma se crearon dos nuevas poblaciones, que posteriormente serían conocidas como burgo de San Cernin y población de San Nicolás, por lo que puso a disposición de los nuevos pobladores tierras en las inmediaciones de la capital. El segundo núcleo es denominado «nuevo», por lo que parece que primero se fundó el de San Cernin o de San Saturnino. Esta nueva población la constituían mercaderes, artesanos y posaderos, en su mayoría de distintas regiones francesas (provenzales, gascones, lemosinos, poitevinos, normandos, etc.). El de San Nicolás se situó al sur del primero. Hubo un tercer burgo, el de San Miguel, que fue absorbido por la ciudad de la Navarrería.
Las diferencias sociales y económicas entre los nuevos pobladores y los de la antigua ciudad eran significativas. Los de Navarrería vivían del campo, aferrados a sus costumbres, muchos eran siervos de la iglesia y soportaban impuestos de los merinos y el pago de una pecha anual por la tierra que ocupaban sus huertas y casas. Los burgueses eran más cultos, con iniciativa para los negocios y gozaban de exenciones y libertades forales que no tenían los nativos. En septiembre de 1129 Alfonso el Batallador otorgó el fuero de Jaca a «todos los francos que poblaran en el llano de San Saturnino de Iruña». Prohibió que en la nueva población entraran a vivir navarros, clérigos o infanzones. Se mantenía un terreno sin edificar entre la ciudad y los nuevos burgos, y los de la Navarrería no podrían levantar murallas contra los nuevos pobladores. El burgo de San Cernin se guareció con una muralla defensiva que tenía una torre, denominada La Galea, emplazada en las inmediaciones de la actual plaza consistorial. La población de San Nicolás también amuralló su recinto, dándose tres poblaciones distintas próximas entre sí. Entre San Cernin y la Navarrería había una campa donde se realizaban los mercados, denominada Chapitel (actual calle Chapitela). En el otro extremo de San Cernin se edificó la iglesia de San Lorenzo y frente a ella, extramuros, existió un barrio en torno al convento de frailes menores de San Francisco en la Taconera (derruido en el siglo XVI). Cuando crecían los burgos francos y para poblar la Navarrería, Sancho VI de Navarra concedió el fuero de los burgueses de San Saturnino (1189), aunque pagando a la iglesia un censo anual.
Las discordias entre los burgos fueron constantes y en ocasiones sangrientas. Los obispos defendían a sus vasallos de la Navarrería, Sancho VII el Fuerte defendió al burgo de San Cernin y Teobaldo II al de San Nicolás. Con este último rey se trató de poner fin a estas rivalidades, y en junio de 1266 se juntaron los concejos de las cuatro poblaciones (también estaba la de San Miguel) y decidieron formar un solo concejo. Este duró poco, pues su hermano y sucesor, Enrique I, aconsejado por el prior y los canónigos y a cambio de treinta mil sueldos de sanchetes, deshizo la unión. Por tanto, las disputas vecinales estaban condicionadas por privilegios económicos de los núcleos francos, su necesidad de expansión y las disputas jurisdiccionales entre el rey y el obispo, este último señor de la ciudad.

## Inestable sucesión del reino

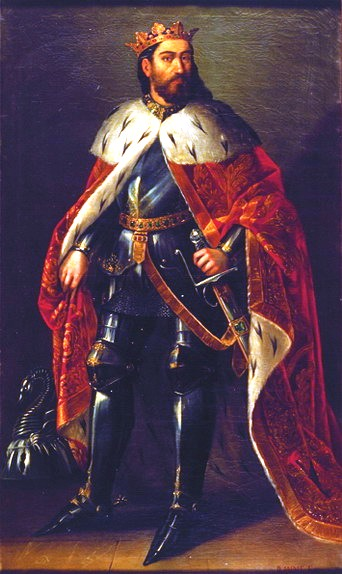
Jaime I de Aragón se postuló para regir el reino y las Cortes de Navarra lo aceptaron.

A la muerte de Enrique I en 1274, su hija heredera Juana I tenía tan sólo dieciocho meses de edad y por ello asumió la regencia su esposa Blanca de Artois. En vida de Enrique I, las Cortes de Navarra habían jurado fidelidad a Juana como heredera de la corona.
Terminadas las exequias, la viuda regente convocó a las Cortes en la Catedral de Pamplona para elegir al gobernador. En esta reunión fue elegido Pedro Sánchez de Monteagudo, señor de Cascante e hijo del que había sido senescal con Teobaldo II y conocedor de los fueros y costumbres. Los otros candidatos fueron García Almoravid, baile y señor de la Cuenca y las Montañas, que estaba posicionado en contra de arbitrariedades de los reyes champanienses contra los navarros y de inclinación pro-castellana, y Gonzalo Ibáñez de Baztán, alférez del estandarte real. Con esta designación se consiguió una aparente estabilidad en el gobierno, aunque los dos reinos peninsulares se movilizaron para conseguir el trono navarro.
Así, Jaime I de Aragón proyectó la anexión del reino, y para ello envió a su hijo, el infante Pedro, para que presentara en las Cortes sus aspiraciones. Lo hacía sobre la base de los antecedentes de la unión dinástica de ambos reinos con Sancho Ramírez, Pedro I y Alfonso el Batallador; y al pacto de mutuo prohijamiento realizado por Sancho VII con él. Aducía los enfrentamientos con los reyes de la casa Champaña que habían atropellado los usos y costumbres con la persecución de las Juntas de Infanzones de Obanos. Proponía que si los navarros le reconocían como rey o a su hijo heredero, terminaría con esa situación y respetaría los usos y costumbres y gobernaría de acuerdo con las Cortes y con los jerarcas navarros.

En el escudo de Obanos se recogen las imágenes del sello de las Juntas de Infanzones y su lema. Los Infanzones luchaban para que los reyes respetaran los usos y costumbres de sus habitantes.

Las Cortes se reunieron el 27 de agosto, y en las mismas el gobernador Pedro Sánchez juró su cargo ante la reina madre y los miembros de los Tres Estados. Se estudiaron las pretensiones del rey de Aragón. El gobernador, el obispo de Pamplona y una mayoría opinaba que la reina debía criarse en Aragón. Otros, como García Almoravid y los concejos de la Navarrería y San Miguel, se inclinaban por Castilla. Blanca y sus cortesanos, franceses en su mayoría, preferían la tutoría por Felipe III de Francia. Para evitar arbitrariedades y contrafueros, se reactivaron las Juntas de Infanzones de Obanos que garantizaban el cumplimiento de las costumbres, de acuerdo al juramento del gobernador y los representantes de las buenas villas. Se organizó una comisión, presidida por el gobernador y el obispo, para entrevistarse con el infante de Aragón. En Sos se acordaron treguas que estabilizaban la frontera oriental.
Para estudiar las propuestas aragonesas, las Cortes se reunieron en Puente la Reina a principios de octubre, y en la misma los embajadores aragoneses hicieron la propuesta de acoger a Jaime I como rey y que se comprometiera a ayudar a los navarros. No hubo respuesta inmediata, y a la semana siguiente una delegación navarra acudió a Tarazona a entrevistarse con el infante Pedro. Este reiteró sus derechos a la Corona navarra y propuso el matrimonio de la pequeña Juana con el primogénito de Aragón Alfonso, o con su hermano Jaime en caso de fallecer. Pedro defendería Navarra y siempre contaría con las Cortes, sin poner extranjeros en los cargos oficiales de la corte. Como garantía, el infante Alfonso se criaría en Navarra, y al cabo de un año se le reconocería como rey. El 1 de noviembre de 1274 se reunieron de nuevo las Cortes en Olite. Además de los habituales de los Tres Estados, acudieron alcaides de fortalezas y procuradores de más de sesenta villas. Prometieron al infante Pedro que darían a la heredera Juana para esposarla con Alfonso o con el que fuera legítimo heredero de la corona de Aragón, decidiendo de este modo la sucesión política unificando la dinastía con Aragón.

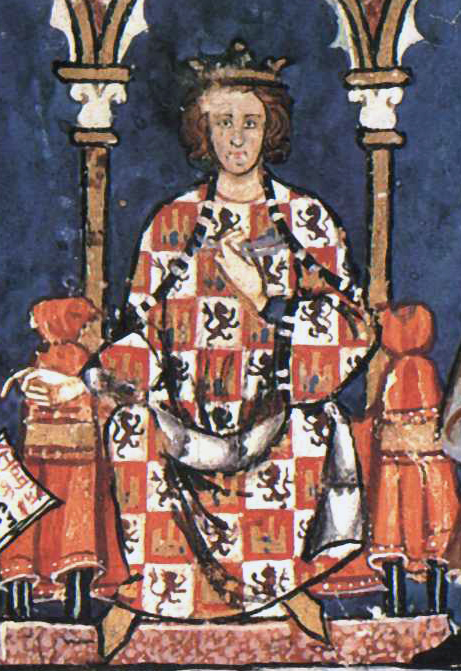
Alfonso X de Castilla y León entró con sus tropas en Navarra, tomando Mendavia.

Alfonso X de Castilla también consideró que tenía derechos con la corona de Navarra. Entre la nobleza navarra existían partidarios y entre ellos estaban el influyente García Almoravid; un alcaide de la frontera, García González; y la Navarrería. El rey castellano, tras la reunión de las Cortes navarras en Olite, concentró sus tropas en la frontera de la Rioja e inició una serie de incursiones en el interior del reino, en cuyo mando estaba el primogénito Fernando de la Cerda. Los castellanos tomaron Mendavia, a la que dieron distintas exenciones el 18 de noviembre, y se dirigieron a Viana, a la que sitiaron y realizaron distintos intentos de asalto. Llegado el frío del invierno, los castellanos renunciaron a seguir hostigando y se replegaron a Mendavia.
Por ello, Blanca de Artois buscó el apoyo de su primo Felipe III de Francia, a quien prestó homenaje por el Condado de Champaña, y éste le ofreció el matrimonio para Juana del segundogénito Felipe, cinco años mayor que la reina. Blanca lo aceptó inmediatamente sin contar con los estamentos navarros. La minoría de edad de ambos esposos convertía a Felipe III en tutor, y Navarra bajo su protectorado. No mucho después del 1 de noviembre, Blanca pasó la frontera con Juana, para que ésta se criara con las princesas Margarita y Blanca.

## División irreconciliable
La marcha a Francia de Juana anulaba el proyecto de unión con Aragón. El gobernador Sánchez de Monteagudo y la mayor parte de la nobleza aceptaron esta medida y permanecieron fieles al juramento prestado a sus soberanos, relegando el compromiso con Aragón. Sin embargo, una parte de la nobleza, encabezada por García Almoravid, fomentó la insurrección de la Navarrería. Al salir la reina, los de la Navarrería tomaron el acuerdo de construir catapultas, muros, portales y otras fortificaciones frente a los burgos, incumpliendo todas las disposiciones y convirtiéndose en un baluarte antifrancés. Las Cortes, sin los representantes de la Navarrería ni García Almoravid, se volvieron a reunir en Olite el 4 de enero de 1275, en las que se pidió que la villa de Viana fuera eximida de algunos pagos por su demostrado valor y por los daños sufridos por los ataques castellanos. Los burgueses de Pamplona comunicaron al gobernador la actitud belicosa de sus vecinos, pidiéndole que los desmontara. La reina debía estar aún en Francia, pues hasta un mes más tarde no concedió la ayuda a Viana, tras deliberación con los miembros de su concejo de Champaña.

Escudos de los Ricoshombres de Navarra. Muchos de ellos fueron protagonistas en esta época.

El gobernador Pedro Sánchez de Monteagudo acudió a las poblaciones de Pamplona a explicar que el esfuerzo bélico debía concentrarse en la frontera castellana y prohibió montar aparatos bélicos sin autorización gubernativa y estos no debían amenazar a otros barrios, sino hacia el exterior. Los del Burgo y la Población obedecieron, pero no así los de la Navarrería, que respondieron que los burgueses ya los tenían. La Navarrería creó una comisión para pedir a García Almoravid, enemigo personal del gobernador, ayuda y para que dirigiera la ciudad, algo que aceptó con inmediatez.
A comienzos de mayo las Cortes volvieron a tratar estas diferencias, y según relata Anelier, la nobleza y las buenas villas acordaron castigarles talándoles las viñas, huertos y cosechas de cereal. Pero esta medida fue protestada por los burgueses y quedó sin efecto. El gobernador sí autorizó el 3 de mayo para que san Nicolás y San Cernin dispusieran de artefactos dirigidos hacia la ciudad rebelde, para una posible defensa. Posteriormente se fue a Tudela para atender la defensa de la frontera. Los de la Navarrería, con el apoyo de Almoravid, se apropiaron de ciertos solares de sus vecinos. Tras la queja de los mismos se realizó un arbitraje del obispo Armingot y el propio gobernador, decidiendo que debían ser devueltos. Esta orden no fue obedecida y García Almoravid mandó mensajes amenazantes al gobernador y de que no entrara en sus territorios de la Cuenca. El gobernador tomó el camino de la capital con sus tropas y cuando se encontraba en el burgo de San Cernin, le hizo saber a Almoravid que estaba en sus dominios. Almoravid le retó en campo abierto, lo que el gobernador aceptó. Se debían enfrentar en la explanada de Cizur, y en la fecha convenida fue Monteagudo, pero no así su retador, no dándose el combate. El fracaso de Sánchez de Monteagudo para resolver el problema de la Navarrería llevó a que este presentara su dimisión del cargo de gobernador, que fue aceptada por las Cortes.

## El nuevo gobernador

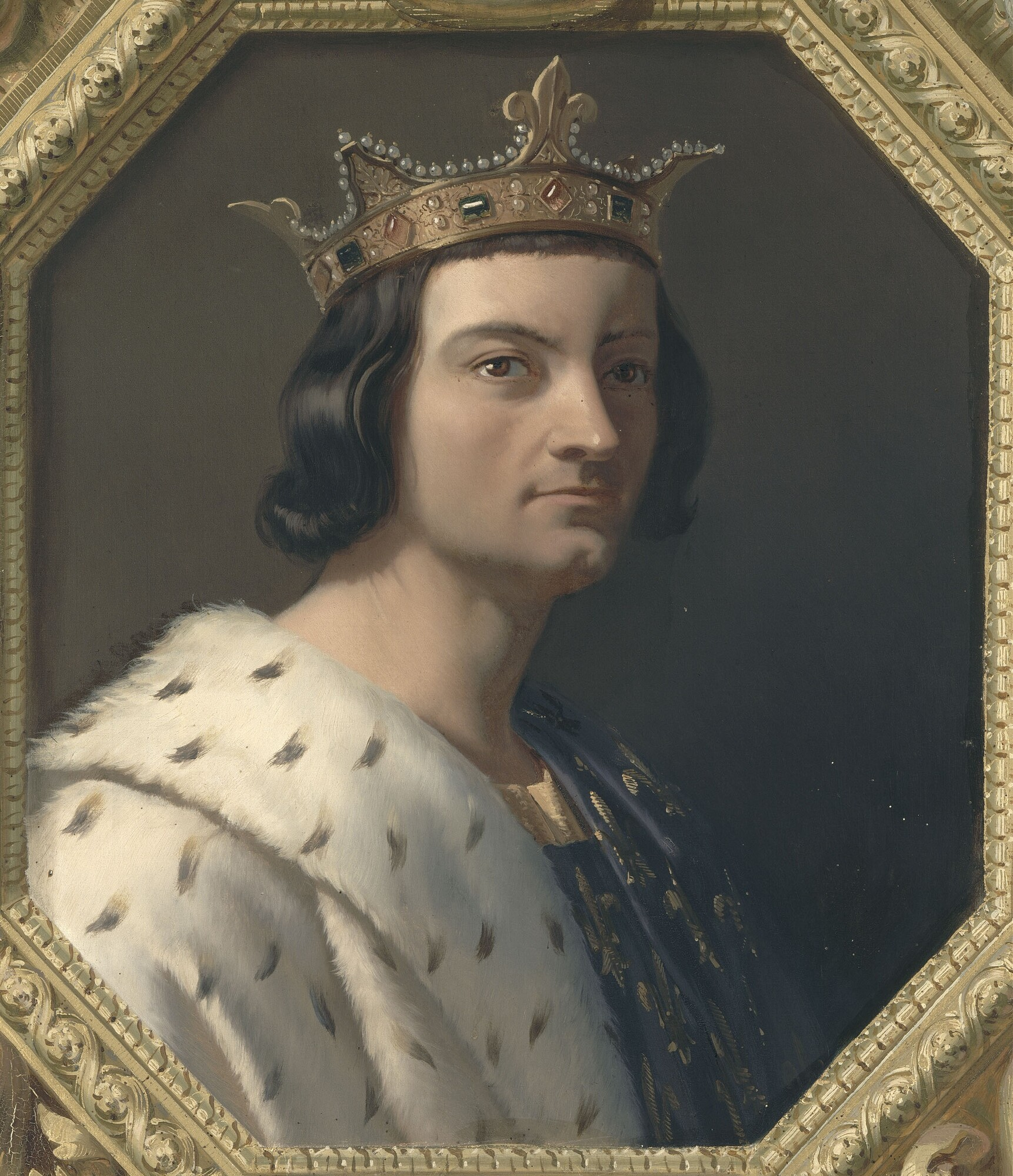
Felipe III de Francia, como tutor de la reina Juana I de Navarra, dispuso el nombramiento del gobernador y el envío de tropas francesas al reino.

El tutor de  la reina Juana, Felipe III, nombró como virrey y gobernador de Navarra a Eustache Beaumarchais, considerado como un hombre duro y enérgico que había limpiado de asesinos y salteadores las regiones del Poitou y de la Auvernia. El nuevo senescal reunió sus tropas en Toulouse, un séquito de caballeros y ballesteros, para dirigirse a Navarra. En Navarra, aunque con lógicos recelos, los dos bandos le aceptaron. Cuando llegó a Pamplona, los infanzones de la Navarrería le expusieron sus quejas con respecto a los burgos. El 26 de enero de 1276 redactó en el castillo de Tiebas un escrito de concordia con García Almoravid, en el que prestaba homenaje a la reina Juana ante el gobernador. También le prestaron acatamiento en Pamplona Pedro Sánchez de Monteagudo, así como otros nobles de ambos bandos y las mismas Cortes reunidas en Estella.
Pocos meses después surgirían los primeros desacuerdos con los naturales. Así, Beaumarchais denunció en las Cortes celebradas en Pamplona el peligro que suponían las fortificaciones levantadas tanto en la ciudad como en los burgos, tomándose el acuerdo de desmocharlas sin pérdida de tiempo. Los burgos prometieron acatar la decisión, pero en la Navarrería, quizás por no contar con el obispo y su cabildo catedral, se topó con los canónigos de Santa María que consideraban que el gobernador no tenía competencia para dar órdenes en territorio bajo jurisdicción eclesiástica, y por tanto era un contrafuero. Reunidos en concejo, los de la Navarrería asumieron estar bajo el amparo de la Iglesia y en franca rebeldía respondieron al gobernador que no iban a proceder a desmontar los ingenios de guerra. El gobernador intentó parlamentar con el obispo y se dirigió hacia el palacio arzobispal con su séquito. Creyendo los de la Navarrería que acudía a cumplir con el desarme, se dio la voz de alarma y les atacaron con ballestas, lanzas y venablos, huyendo éstos del lugar. Con vistas a apaciguar los ánimos se designaría a García Ibáñez de Baztán para parlamentar, sin éxito.
La muerte del primogénito de Castilla en los frentes con el islam cambió la situación del reino vecino. El segundogénito Sancho, con apoyo de la nobleza tomó las riendas del reino, con aceptación de Alfonso X, pero no así de su madre Violante que partió hacia el Señorío de Vizcaya y Cameros con otros familiares. Francia y Aragón se posicionaron con los fugitivos. Para evitar una intervención del ejército francés, Alfonso el Sabio propuso una tregua a Navarra para quince años y normalizar el comercio. A cambio, la reina Juana no debía permitir la entrada en Navarra de grupos de diez hombres armados, ni la estancia de franceses en la zona cispirenaica. Esto fue aceptado por la nobleza navarra, pero no así por el gobernador Beaumarchais, que lo consideró que sería una traición a la reina Juana. Parece ser que los ricoshombres de ambos bandos se unieron y acordaron una conspiración contra Beaumarchais, que el trovador Anelier calificó de traición. No está clara la misma, pero parece que se buscaba que el gobernador se dirigiera a los territorios de Cameros y Vizcaya cuando Alfonso X les atacara, y entonces los navarros le matarían o le harían preso para expulsarlo. Cuando le pidieron ayuda desde Vizcaya y Cameros, del burgo de San Cernin le avisaron de que no saliera hacia allí, dado que se tenía conocimiento de la conjura, por lo que ésta fracasó. A partir de entonces, las hostilidades fueron abiertas. Los nobles navarros intentaron atraerse a los vecinos de los burgos exponiéndoles la necesidad de que el gobernador saliera del reino, sin conseguirlo.
Se sucedieron las reuniones asamblearias en el convento franciscano, en la catedral y en la iglesia de San Lorenzo, y ambas facciones se afianzaron en sus posturas irreconciliables. Los habitantes de los burgos, franceses y navarros, fieles a la reina Juana y a su representante el gobernador, a la que todo el reino había jurado fidelidad en las Cortes, consideraban ttraidores al otro bando, equiparándolos con los enemigos castellanos que ocupaban Mendavia. Por su parte, la nobleza, el alto clero y el pueblo de la Navarrería defendían los fueros y costumbres del país, su economía y su libertad, pisoteados por extranjeros, rebelándose también contra la reina Juana, a quien denominaron «la Trocada» porque consideraban que fue cambiada por otra al nacer. En todo este periodo el obispo no cesó de repartir excomuniones a los burgueses.

## Inicio de la guerra

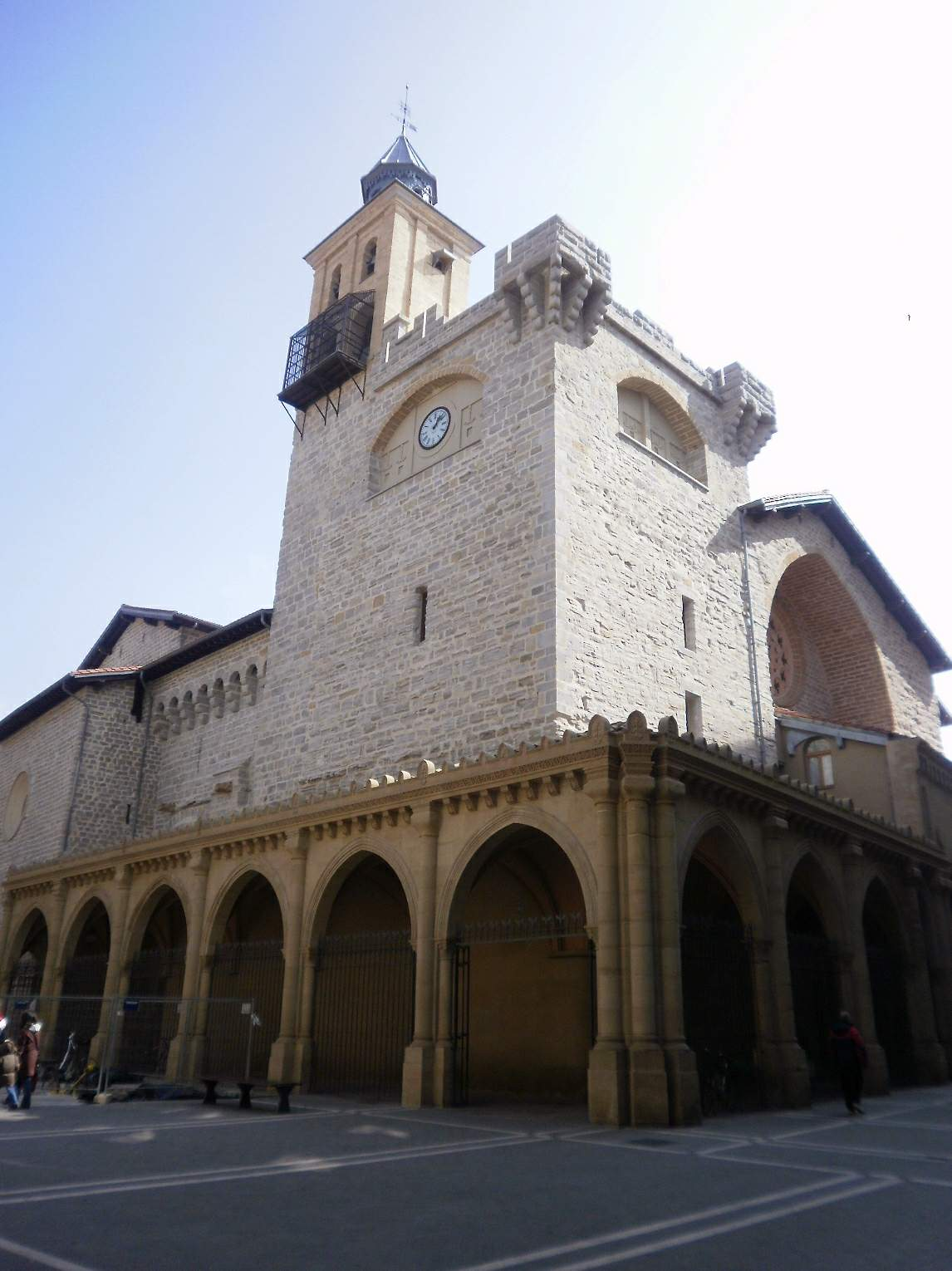
Iglesia-fortaleza de San Nicolás punto de vigilancia y defensa en la población de San Nicolás.

En los burgos adscribieron al personal a cada uno de los distintos torreones, y Beuamarchais envió un mensajero al rey de Francia comunicando la situación. Se realizaron varias gestiones por parte de priores para apaciguar los ánimos, y cuando corrió el rumor de que se iba aceptar una propuesta de tregua por el prior de San Gil, se lanzó una algarada desde la Navarrería que produjo heridas y desperfectos en el burgo. Como reacción, los burgueses cogieron las armas, mientras que otros se refugiaban en la iglesia de San Lorenzo, que es la más alejada de la ciudad. Tras otra piedra que desplomó una casa en el burgo, se inició el contraataque. La lucha duró varios días, hasta la llegada de los castellanos Lope Díaz III de Haro y Semén Ruiz que negociaron con ambas partes una tregua de dos días. Durante esta tregua, el burgo y la población redactaron sus gravámenes contra la Navarrería y el obispo, que fue fechado en el 4 de julio. Transcurrida la tregua, volvieron los encuentros con una sangrienta batalla campal, vivida en primera persona por el propio poeta Anelier, armado de escudo y lanza.
El monarca francés envió a Gastón VII de Bearn con Climent Launay y al prior de San Gil, que debían lograr treguas de quince días para dar tiempo a la llegada de tropas francesas. Esta se consiguió a finales de julio. Durante la tregua, Pedro Sánchez de Monteagudo quiso hablar en secreto con Gascón y el prior con intención de dejar el bando de Almoravid y de que fuera perdonado. En la Navarrería lo descubrieron, y los de Almoravid acudieron a la casa de Monteagudo a matarlo. Con él fueron asesinados también un amigo que vino en su ayuda y sus dos escuderos. A su vez, el obispo Armingot salió durante la tregua hacia Castilla para pedir ayuda al rey Alfonso X, que aceptó y se dispuso a reunir un ejército que acudiría a la Navarrería. La tregua debió de finalizar poco antes del 15 de agosto, reanudándose las peleas con toda crudeza. Una de las batallas campales más sangrientas se dio el 24 de agosto junto al convento de Santiago. Hubo numerosos muertos, y los hospitales fueron insuficientes para atender a la gran cantidad de heridos.
El rey de Francia había encargado al condestable Imbert de Beaujeu que reclutara las tropas en Toulouse, Carcasona, Rouergue, Quercy y Limoges. Este ejército sería comandado, junto al condestable, por Roberto II de Artois, conde de Artois y hermano de Blanca, y según la crónica de Carlos de Viana estuvo formado por diez mil de a caballo y veinte mil de a pie. Cruzaron los Pirineos por el puerto de Canfranc, y tras pasar por Jaca y Sangüesa, llegaron a Burlada, a las puertas de Pamplona, el 6 de septiembre. Fueron recibidos con júbilo por Beaumarchais y su comitiva; también salieron los canónigos con la imagen de la Virgen y cruces de plata para contenerlos, sin lograrlo, recibiendo insultos y ultrajes. Las tropas rodearon la ciudad, con excepción de la zona norte de la Magdalena, por la configuración del terreno, y sus mandos se instalaron en los burgos.
Al mismo tiempo debieron de llegar las tropas del ejército castellano al mando del señor de Cameros a Erreniega (El Perdón), a diez kilómetros de Pamplona, deteniéndose en lo alto de la sierra a la expectativa y realizando escaramuzas en las cercanías. Una parte de las huestes del ejército francés fueron a su encuentro y con gran esfuerzo y numerosas pérdidas lograron conquistar la cumbre, retrocediendo los castellanos hasta el valle de Ilzarbe. Tras intentar reorganizarse y después de algunos conatos de lucha, regresaron a Estella, donde se encontraba el grueso del ejército.

## Destrucción de la Navarrería

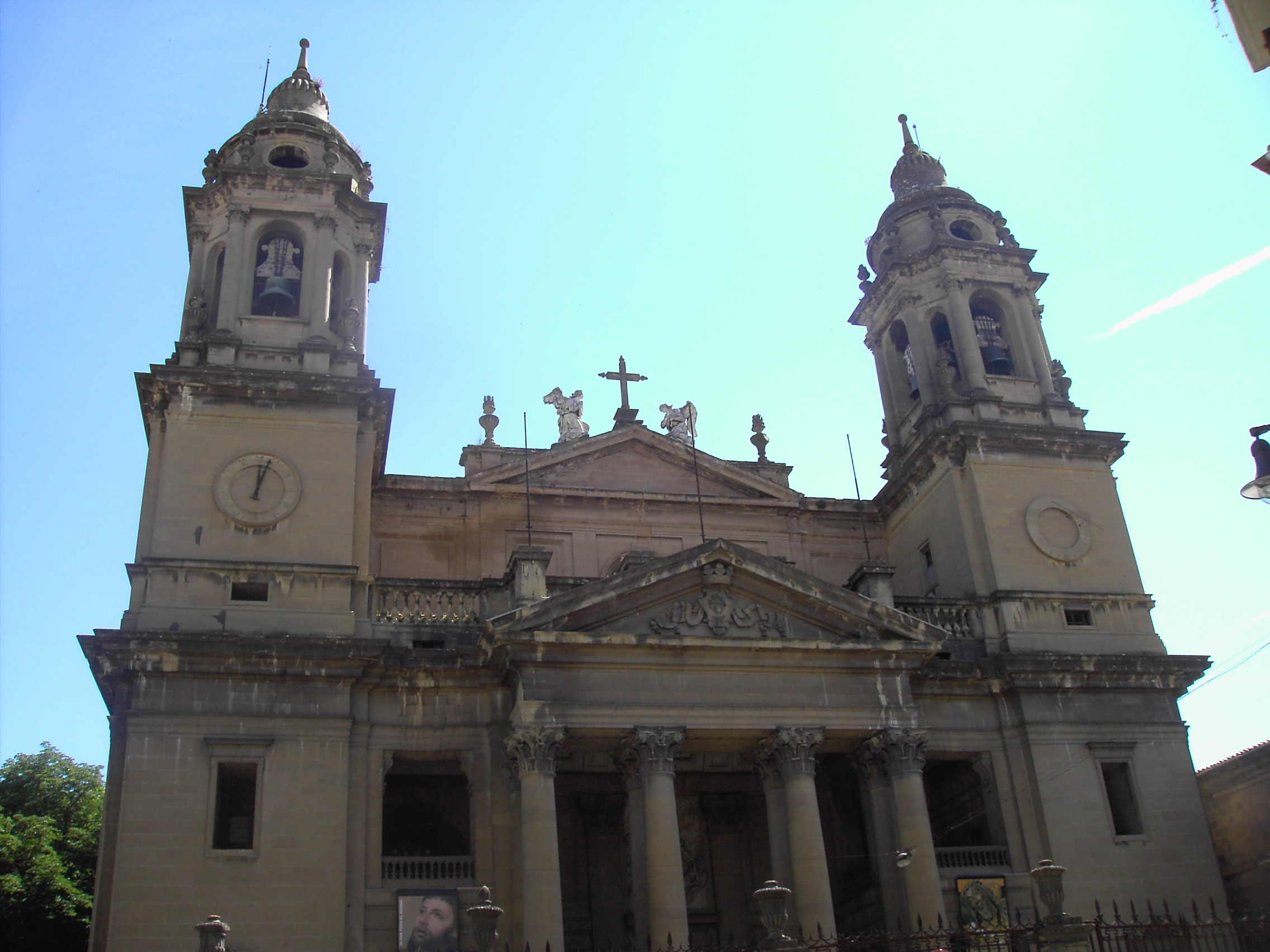
La actual Catedral de Pamplona se encuentra en el mismo lugar que estaba la precedente de estilo románico.

Los navarros de la Navarrería hicieron algunas salidas en torno al puente de San Pedro, enfrentándose a las tropas francesas, pero se retiraron por la superioridad numérica del enemigo. El avance de los sitiadores por los terrenos adyacentes a la Navarrería se tuvo que hacer palmo a palmo, montando ingenios de guerra, arietes y catapultas, que los navarros los derribaban en salidas nocturnas. A finales del mes de septiembre y ante la caída inminente de la ciudad, Almoravid celebró consejo con Ibáñez Baztán y otros caballeros, planeando darse a la fuga por la noche. Al enterarse los vecinos de estos planes, cerraron los portales con barricadas y piedras. Sin embargo, los nobles lograron engañar a los habitantes, saliendo y cruzando el río Arga por el puente de la Magdalena. Tras ello, los vecinos enviaron parlamentarios al gobernador para la rendición de la ciudad. Los muros y las entradas quedaron abandonadas, pudiendo las tropas francesas invadir la ciudad sin encontrar ninguna resistencia. Una vez dentro, iniciaron el saqueo de la ciudad, entrando en las casas, robando cuanto encontraban, matando a los hombres, violando a las mujeres y prendiendo fuego a las viviendas. Muchos corrieron a refugiarse a la catedral. No obstante, también entraron en la misma y todos los relatos coinciden en la descripción vandálica, en la búsqueda de tesoros, destrozando y matando. Todo lo que tenía valor, incluido el importante tesoro catedralicio, fue robado. También fue destruida la tumba de Enrique I, padre de la reina, cubierta de cobre dorado y que asemejaba oro. Así lo describió Anelier, que consideraba que los desmanes fueron por los sirventz de pe, peones mercenarios, mal retribuidos y a quienes el derecho de guerra les permitía quedarse con el botín:

En la iglesia podríais encontrar todo el tesoro de la ciudad, lo mejor y más querido. Allí veríais a los servidores de a pie correr por todas partes. Aquí veríais abrir y destrozar féretros, y esparcir cerebros y despedazar cabezas, y tratar de malos modos a señoras y doncellas, y robar la corona del santo Crucifijo, y coger y ocultar las lámparas de plata, y abrir las arcas y robar las reliquias, los cálices, las cruces y los altares. Veríais tomar muchas ropas y despojar a las mujeres. Como los traidores no podían encontrar un lugar donde esconderse, eran apresados y llevados a estacar, conduciéndolos hasta los burgos atados con sogas al cuello.
Relato de Guillermo de Anelier recogido en «Guerra de la Navarrería»

El incendio de la Navarrería fue tan grande que pasó a algunas casas de la Población. Los apresados, unos fueron ahorcados o empalados y otros fueron llevados a las mazmorras del castillo de Tiebas. Anelier describe lo que se hizo con los presos:

y a todos aquellos que habían causado enojo o pesar, los hizo ahorcar y empalar. A varios de los allí presentes los hizo arrastrar. A todos los demás los hizo llevar presos a Tiebas a morir de dolor. Jamás vi a ningún hombre vengarse tan bien.
Guillermo Anelier. Recogido en «Guerra de la Navarrería».

El rey Felipe III se encontraba en Sauveterre en el Bearn con la intención de pasar a Navarra y enfrentarse al rey castellano Alfonso X. Al recibir la noticia de la victoria, decidió retornar a París.
Tras la toma de la Navarrería, la campaña militar se extendió por toda Navarra. El primer objetivo fue el castillo de San Cristóbal que domina Pamplona. Fueron rechazados en un primer ataque, sin lograrlo. Al día siguiente descubrieron que había sido abandonado, y al entrar, vieron que los perros caían muertos al comer lo que encontraban, dándose cuenta de que los alimentos y el agua estaban envenenados. La fortaleza fue derruida en su totalidad. Las tropas se dirigieron también a Mendavia, que seguía ocupada por los castellanos. Al llegar, se encontraron los portales abiertos sin defensa. El condestable temió una trampa, quedándose fuera mientras Beaumarchais entraba con una parte de las tropas en la localidad. Cuando estuvieron dentro, el vecindario en pleno lanzó un ataque cuerpo a cuerpo con espadas, ballestas, dardos, palos y piedras. Tuvieron que batirse en retirada, dejando numerosas bajas. Poco después salieron dos mensajeros de la villa para rendirla al gobernador. De ahí las tropas francesas se dirigieron a Punicastro, Estella y el castillo de Garaño, que presentaron resistencia; y tras recibir refuerzos, capitularon. De esta forma Navarra fue sometida a la obediencia de la reina Juana, y los alcaides jurarían fidelidad a la misma. García Almoravid fue posteriormente apresado y murió encarcelado en Toulouse.
Los magnates navarros fueron declarados proscritos y sus bienes confiscados, a pesar de un acuerdo de amnistía pactada el 7 de noviembre de 1276 con el rey castellano en Vitoria. Felipe III controló los mecanismos administrativos del reino hasta su muerte (1285), ocupando los principales puestos del reino con personas de origen francés. A pesar de esta intensa represión, las Juntas de Infanzones de Obanos resurgieron el 26 de diciembre de 1280 para contrarrestar el poder de los gobernadores extranjeros, iniciando el nuevo gobernador Guerin de Amplepuis una exhaustiva investigación de las mismas en 1281 para su eliminación.

## Pamplona tras la guerra
En el barrio de la Navarrería no quedó ni un solo edificio en pie, salvo la catedral, aunque fue saqueada. También fueron destruidos el barrio contiguo de San Miguel y la judería. Este terreno quedó despoblado y abandonado durante casi medio siglo. No fue hasta el reinado del monarca capeto Carlos I de Navarra, en 1324, cuando se autorizó la reconstrucción de las viviendas y se concedió a sus habitantes el fuero de Jaca.
Por su parte, el burgo de San Saturnino, de población mayoritariamente francesa, y el barrio más reciente, la Población de San Nicolás, que desde el inicio habían apoyado al bando francés, fueron indemnizados por el monarca con 12 000 libras tornesas, moneda francesa distinta de la que circulaba en el reino de Navarra.
En lo sucesivo, Pamplona quedó integrada por tres núcleos diferenciados, con autoridades municipales propias, sus parroquias y con sus respectivas murallas: el barrio originario de la Navarrería, el burgo franco de San Saturnino y la Población de San Nicolás.
En 1423 fueron unificados y constituyeron una sola entidad, la ciudad de Pamplona, mediante el «Privilegio de la Unión» otorgado por Carlos III de Navarra. Como consecuencia de la unificación, se configuró una sola corporación municipal para la que se construyó un edificio, la casa municipal o jurería, que  se alzó en un  espacio en el que confluían los tres núcleos de población, y desde entonces aquí se ha situado la casa consistorial de Pamplona.